# Сфера чувственного
Сфера чувственного (Камадхату), также Сфера страстей, Сфера желаний в буддийской космологии — совокупность миров, населённых существами, испытывающими чувства и погружёнными в свои чувственные переживания. С точки зрения буддистской психологии сфера чувственного — такие состояния сознания, когда чувства, страсти, желания превалируют.
В высших сферах (Сфера форм, Сфера отсутствия форм) сознание уже не подвластно чувственному и не испытывает страданий, свойственных страданиям мира страстей.
Сфера чувственного включает в себя миры адских существ, претов, животных, людей, а также мир асуров и мир богов (дэвов). В сферу чувственного не входят высшие миры богов, начиная с миров Брахмы.
Вся сфера чувственного вместе с мирами Брахмы подлежит уничтожению в конце Великой кальпы, при этом все существа поднимаются в высшие миры.
Существа, рождённые в Сфере чувственного (Kāmadhātu, Pāli: Kāmaloka; тиб. dod.pa'i khams) отличаются по степени счастья или несчастья, но все они, в отличие от архатов и Будд, подвержены влиянию демона Мары — они находятся во власти страстей, и поэтому погружены в страдания.
В описании сферы чувственного присутствует множество фантастических сюжетов индийской мифологии.

## Ады (Нарака)
В мире адских существ обитатели подвержены тяжёлым мучениям вследствие своих кармических деяний (то есть, деяний прошлой жизни). В отличие от христианского или мусульманского ада, мучения не вечные, и после довольно длительного срока искупления негативная карма очищается, и существа могут переродиться в высших мирах.
Имеется восемь горячих и восемь холодных адов, а также дополнительные ады разной степени тяжести и разного времени отбывания наказания.

## Земные местопребывания

### Преты
Преты — это голодные духи, которые не могут удовлетворить своих желаний. Их рисуют как уродцев с большими животами, тонкой шеей и ртом не больше, чем игольное ушко. Они всё время хотят есть и пить, но не могут принять пищу, переварить её и насытиться, испытывая при этом мучения. Претами рождаются те, кто в прошлой жизни были скупыми, жестокими и прожорливыми. Они живут в пустынях и заброшенных местах.

### Животные
Животные — на Земле живут все виды животных, которые испытывают страдания, от малейших насекомых до слонов.

### Люди
Люди и человекоподобные существа живут на земле, занимая четыре больших континента. Континенты окружены горами, в том числе Сумеру, и огромным океаном. Океан ограничен стеной гор Чакравада (IAST: Cakravāḍa). Континенты называются Джамбудвипа, Пурвавидеха, Апарагодания и Уттаракуру. Продолжительность и условия жизни на континентах сильно различается. Наша цивилизация занимает континент Джамбудвипа с самыми трудными условиями жизни.

## Местопребывания вокруг горы Сумеру (Sumeru)
Гора Сумеру — пик необычной формы в самом центре мира, вокруг этой горы вращаются Солнце и Луна. Три мира находятся на горе или вокруг неё. Мир тридцати трёх богов находится на вершине, мир четырёх Небесных Царей на её склонах, мир асуров у её основания.

### Асуры
Мир асуров лежит у подножия горы Сумеру и частично в глубине океана. Это божества низкого ранга (демоны, титаны). Асуры, завидуя богам, проявляют гнев, гордость, воинственность и хвастовство, их интересует власть и самовоздвижение. Они всё время сражаются, чтобы вернуть их прежнее место жительства, но они не способны пройти сквозь стражников мира четырёх Небесных Царей. Состоянием сознания мира асуров считается переживание ярости и силы, когда ищется причина или обоснование чтобы вступить в драку, рассерженность на всех, невозможность оставаться спокойным и решить проблемы мирным путём. 

### Четыре Небесных Царя
Мир четырёх царей находится на склонах горы Сумеру, но его обитатели живут в воздухе вокруг горы. Этим миром управляют четыре Небесных Царя, которых зовут Вирудхака (IAST: Virūḍhaka), Дхритараштра (IAST: Dhṛtarāṣṭra), Вирупакша (IAST: Virūpākṣa) и их предводитель Вайшравана (IAST: Vaiśravaṇa). В этом мире живут также боги, сопровождающие Солнце и Луну, и подчинённые царям существа — кумбханды (IAST: Kumbhāṇḍas), гандхарвы (IAST: Gandharva), наги (змеи или драконы) и якши (IAST: Yakṣas).

### Тридцать три бога
Мир тридцати трёх дэвов — широкая плоская площадка на вершине горы Сумеру, наполненная дворцами и садами. Правитель этого мира — Шакра, господин богов. Помимо самих тридцати трёх богов, которые владеют соответствующими секторами неба, в этом мире живут много других богов и фантастических существ, включая их помощников и апсар.

## Небеса
К небесам богов (дэвов) относятся четыре мира, которые плывут по воздуху над горой Сумеру. На небесах имеется следующие четыре местопребывания:

### МирЯмы
Этот мир называется также «небеса без сражений», потому что это первый уровень, физически отделённый от проблем земного мира. Миром Ямы правит дэва Суяма (Suyāma); его жена — перерождение Сиримы, куртизанки из Раджагрихи, которая во времена Будды была очень щедрой к монахам.

### МирТушита
Боги состояния блаженства — Мир жизнерадостных дэвов. В этом мире был рождён Бодхисаттва перед тем, как спуститься в мир людей. Несколько тысяч лет назад Бодхисаттвой этого мира был Шветакету, который переродился в Сиддхартху и стал Буддой Шакьямуни; после этого Бодхисатвой стал Натха (или Натхадэва), который переродится в Аджиту и станет Буддой Майтрея (Pāli: Metteyya).

### МирНирманарати
Здесь живут Боги, наслаждающиеся магическими творениями. Эти боги могут творит что угодно для собственного удовольствия. Правитель этого мира называется Сунирмита.

### МирПаринимитра-вашавартин
Здесь живут Боги, контролирующие наслаждения, магически созданные другими. Эти боги не создают новых магических форм для наслаждения самих себя, но их желания удовлетворяются действиями других дэвов ради них. Правителя этого мира зовут Вашавартин, он живёт дольше всего, кто самый могучий и счастливый и радостный и восторженный по сравнению со всеми дэвами. И в этом мире также дом для существа, принадлежащего к роду дэвов, по имени Мара, который стремится удержать все существа в Сфере чувственного, привязав их к чувственным удовольствиям.
Сферу чувственного также населяют дэвапутты. Эти особые божества известны тем, что имеют физические воплощения. Они целенаправленно перерождаются в материальном мире, для совершения геройских поступков, защиты буддийской Дхаммы, а также в виде Солнца или Луны.